# Меліченко Кирило Олександрович
Кирило Олександрович Меліченко (нар. 7 червня 1999, Світловодськ, Кіровоградська область, Україна) — український футболіст, захисник німецького клубу «Динамо» (Дрезден).

## Клубна кар'єра
Народився в місті Світловодськ, Кіровоградська область. Вихованець аматорського колективу ФК «Київ». Потім займався у ДЮСШ «Арсенал» (Київ), виступав за «канонірів» у юніорському чемпіонаті Україні. У 2017 році перейшов до молодіжної академії донецького «Шахтаря». До початку сезону 2017/18 років виступав за юніорську команду гірників, потім протягом двох сезонів грав за молодіжний склад «Шахтаря».
У серпні 2020 року підписав 1-річну орендну угоду з новачком Прем'єр-ліги ФК «Минай». В еліті українського футболу дебютував 13 вересня 2020 року в переможному (1:0) домашньому поєдинку 2-го туру проти «Олександрії». Кирило вийшов на поле в стартовому складі та відіграв увесь матч.

## Кар'єра в збірній
У 2016 році провів 2 поєдинки у футболці юнацької збірної України (U-18).